# Gavial
Gavial (nome científico: Gavialis gangeticus, de gavial, corruptela francesa do termo hindustani para crocodilo, ghaṛyiāl, e gangeticus, relativo ao rio Ganges) é a única espécie extante de crocodilo do gênero Gavialis, família Gavialidae. Pode ser encontrado nos rios da Índia e Nepal, e historicamente também habitava os rios do Paquistão, Butão, Bangladesh e Mianmar.
A espécie difere dos demais crocodilianos pelo focinho estreito e alongado, e pela presença de uma protuberância nos machos adultos, caracterizando um dimorfismo sexual visível. Outra característica única é a exteriorização dos dentes da metade anterior da maxila e da mandíbula quando a boca do animal está fechada. Com registros de espécimes medindo até seis metros de comprimento, é uma das maiores espécies dentro da ordem Crocodylia.
Essa espécie é considerada uma das mais ameaçadas de extinção atualmente. Atualmente, sua população não ultrapassa 250 animais, além de seu habitat vir sendo degradado continuamente pelo humano, que, em constante expansão, tanto urbana quanto na agropecuária, se apropria de zonas ciliares, onde os gaviais se reproduzem e passam uma parte de suas vidas.

## Evolução e taxonomia
Os primeiros registros fósseis do clado Gavialoidea datam do Cretáceo Superior da América do Norte, representando dois gêneros: Eothoracosaurus do Maastrichtiano e Thoracosaurus do Campaniano. No Oligoceno da África e de Porto Rico, aparecem os primeiros representantes da família Gavialidae, Eogavialis e Aktiogavialis, respectivamente. Restos fósseis são abundantes do Mioceno Superior ao Quaternário nas montanhas Sivalik no Paquistão. Alguns desses espécimes são referidos como sendo G. gangeticus por Steel (1973), entretanto, essa identificação é rejeitada por alguns pesquisadores. Espécies do gênero Gavialis foram descritas dos períodos Mioceno e Plioceno na Índia, principalmente no Grupo Sivalik. A espécie Gavialis gangeticus aparece apenas no Holoceno (Recente).
Johann Friedrich Gmelin descreveu o gavial em 1789 com o nome de Lacerta gangetica. Em 1811, Nicolaus Michael Oppel, descreveu o gênero Gavialis, e em 1831 John Edward Gray recombinou a espécie para Gavialis gangeticus. O gavial é o único membro ainda existente do gênero Gavialis e, junto com o Tomistoma schlegelii, representa as linhagens sobreviventes da família Gavialidae. Estudos morfológicos posicionavam o gênero Tomistoma na família Crocodylidae, entretanto, análises moleculares demonstraram que o Gavialis e Tomistoma são grupos relacionados entre si. Estudos moleculares também sugerem o grupo Gavialis/Tomistoma como grupo-irmão dos demais crocodilos, e todos formando uma única família, a Crocodylidae sensu lato. Entretanto, alguns pesquisadores continuam se referindo a Gavialis/Tomistoma como uma família distinta.

## Distribuição geográfica e habitat

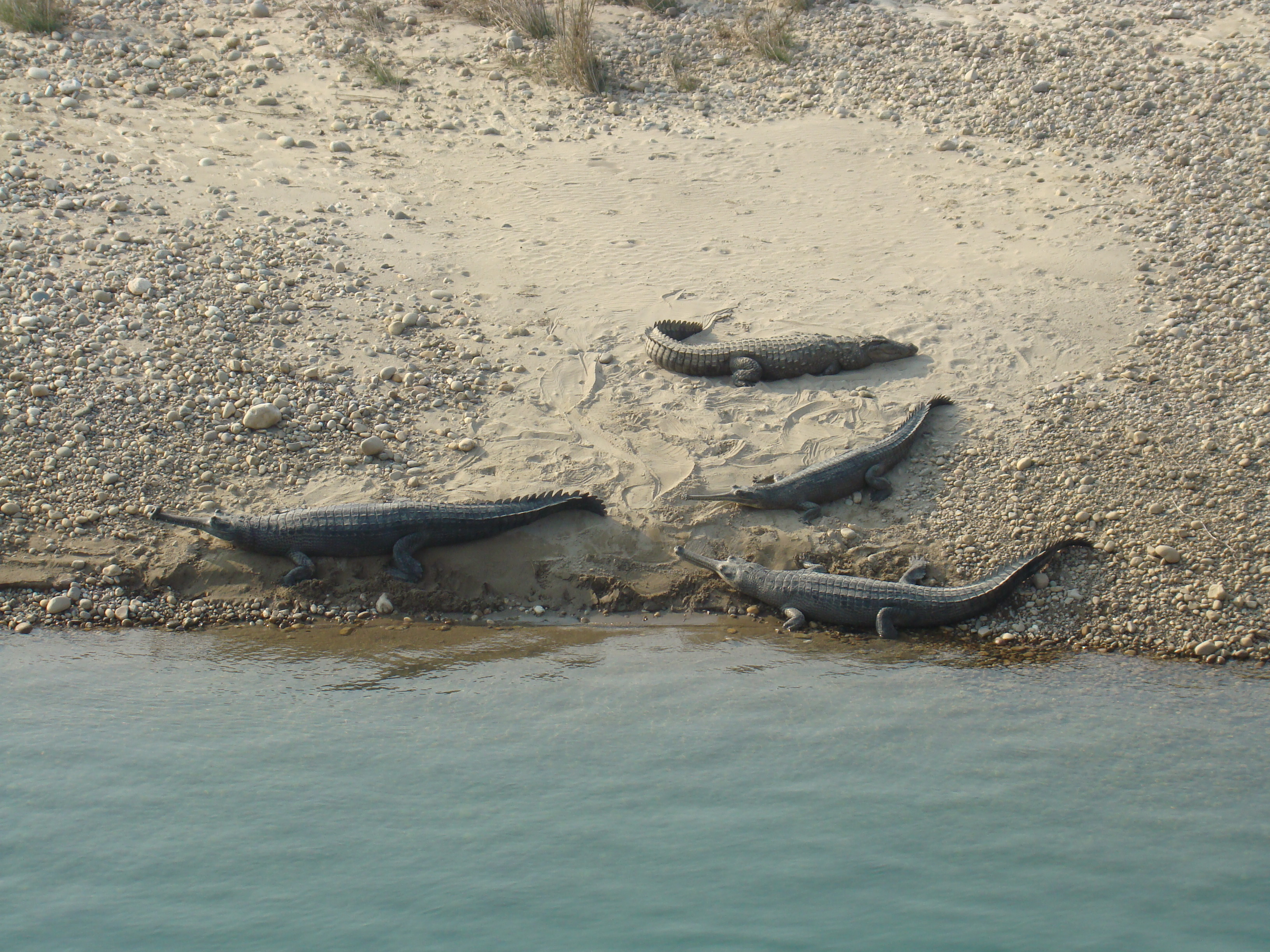
Gaviais nas margens do rio Karnali, no Nepal

O gavial originalmente estava distribuído nos rios Indo, Ganges, Bramaputra e Mahanadi no Paquistão, Índia, Nepal, Bangladesh e Butão. Sua presença no rio Irrawaddy, em Mianmar, é confirmada por apenas dois registros científicos. O rio Kaladan na fronteira Índia-Mianmar também possui registro de ocorrência para a espécie. A distribuição do gavial é simpátrica com a do Crocodylus palustris. As populações do Paquistão, Butão e Mianmar, e provavelmente do Bangladesh, foram extintas. Três populações viáveis ocorrem no Nepal (rio Rapti/Narayani) e na Índia (rios Chambal e Girwa); e outras populações não viáveis são encontradas nos rios Karnali, Babai e Koshi, no Nepal, e Mahanadi, Son, Ken e Ramganga, na Índia. Pequenas populações ainda podem ocorrer no Bramaputra, no nordeste da Índia, apesar de os últimos registros confirmados serem de 1993. Habita, principalmente, rios caudalosos profundos e rápidos com poços naturais e bancos de areia nas margens. Com a exceção de um possível registro histórico para uma lagoa salobra, os gaviais não são encontrados em água salgada.

## Características
| Ficha técnica        |                        |
| Comprimento          | 3,5 – 4 m (fêmeas)     |
| Comprimento          | 4 - 4,5 m (machos)     |
| Peso                 | 159 – 181 kg           |
| Tamanho de ninhada   | 30 - 60 ovos           |
| Período de incubação | 60 - 80 dias           |
| Maturidade sexual    | 7 - 8 anos (fêmeas)    |
| Maturidade sexual    | 15 - 18 anos (machos)  |
| Longevidade          | 29 anos (em cativeiro) |

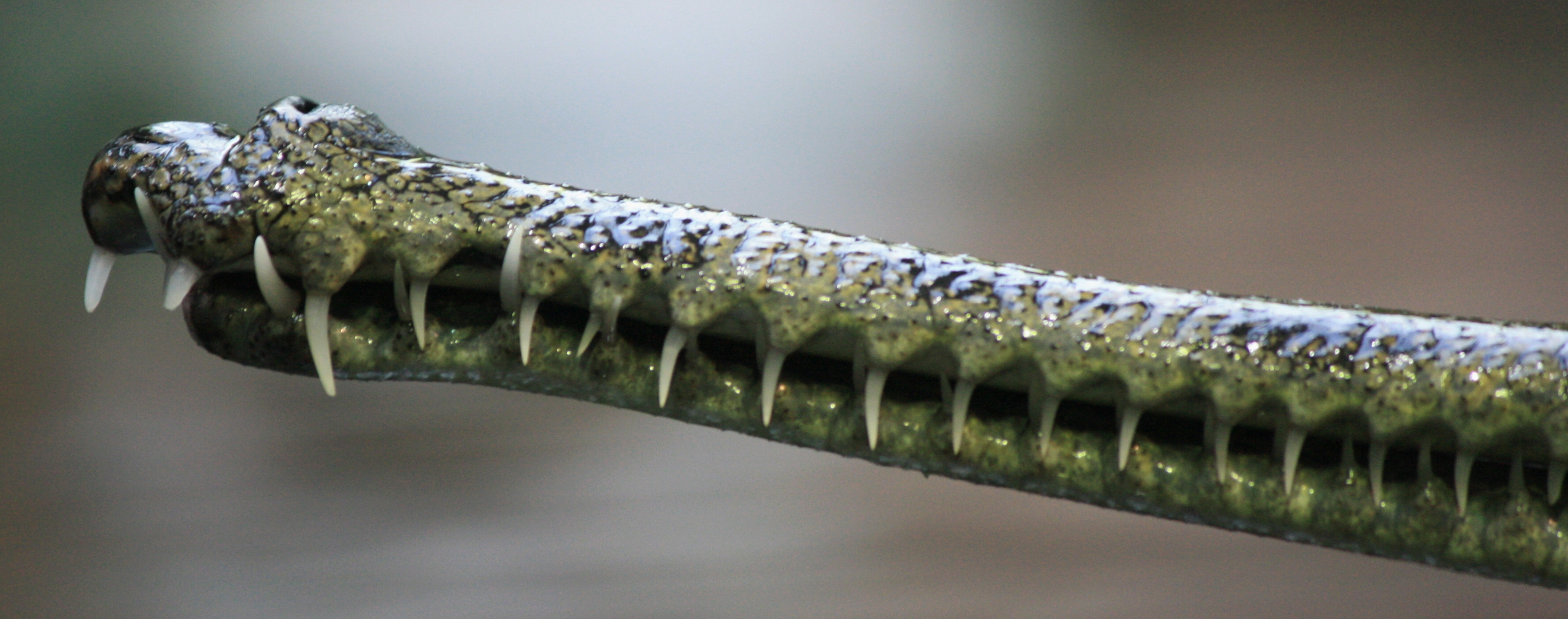
Detalhe da boca fechada com os dentes exteriorizados

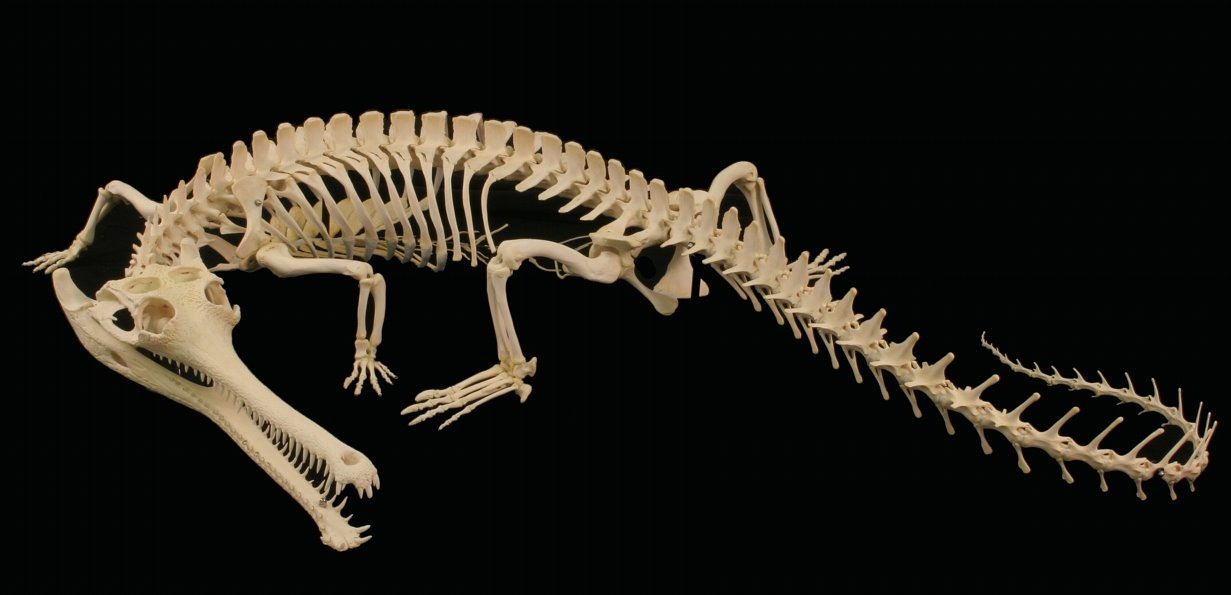
Esqueleto de um gavial adulto

O gavial tem o focinho mais longo entre todos os crocodilianos, e é uma das maiores espécies em comprimento. Os machos são maiores que as fêmeas, medindo em média 4,5 a 5 metros, enquanto as fêmeas alcançam na média 3,5 a 4 metros. Registros históricos reportam espécimes com mais de seis metros de comprimento. O maior exemplar conhecido foi morto em janeiro de 1924 no rio Kosi ao norte de Bihar e media 7,1 metros. O peso de um adulto varia entre 159 e 181 quilogramas. Os adultos têm coloração marrom-escura a oliva no dorso, e branca a amarela no ventre. Os filhotes são marrom-acinzentados com cinco faixas transversais irregulares no corpo e nove na cauda.
O focinho é alongado e estreito, tornando-se mais fino com a idade do animal. Os dentes da metade anterior da maxila e da mandíbula ficam exteriorizados quando a boca do animal está fechada, uma característica única da espécie. A dentição do gavial é composta por cinco dentes pré-maxilares, de vinte e três a vinte e quatro dentes maxilares, e de vinte e cinco a vinte e seis dentes mandibulares. A fórmula dentária é {\displaystyle {\tfrac {5.23-24}{25-26}}\times 2=106-110}. As glândulas linguais estão ausentes ou são pouco desenvolvidas com seus poros excretores pequenos, limitando a capacidade secretória do sal. A superfície da língua não é queratinizada e é relativamente curta se comparada com outros crocodilianos.
O G. gangeticus é a única espécie de crocodilo que possui dimorfismo sexual visível. Os machos adultos possuem uma protuberância cartilaginosa na ponta do focinho, que produz um zumbido ressonante durante a expiração, utilizado durante a época de acasalamento para fazer a corte à fêmea. Esta saliência é denominada de "ghara" que significa "pote" em hindi.
Os ossos nasais são curtos em relação ao focinho, e amplamente separados dos ossos pré-maxilares; a abertura nasal é menor que a fossa supratemporal; e a margem anterior da órbita inferior (osso jugal) é proeminente. A sínfise mandibular é extremamente longa, estendendo-se para trás até o nível do dente 23º ou 24º. O processo anterior do palatino é longo e se estende até a fenestra supraorbital, e cada parietal contém um seio que se abre no sistema pneumático cranial. A coluna vertebral contém um largo e compacto pró-atlas e um áxis com uma crista espinhal e uma discreta ou não demarcada hipapófise.

## Comportamento e ecologia

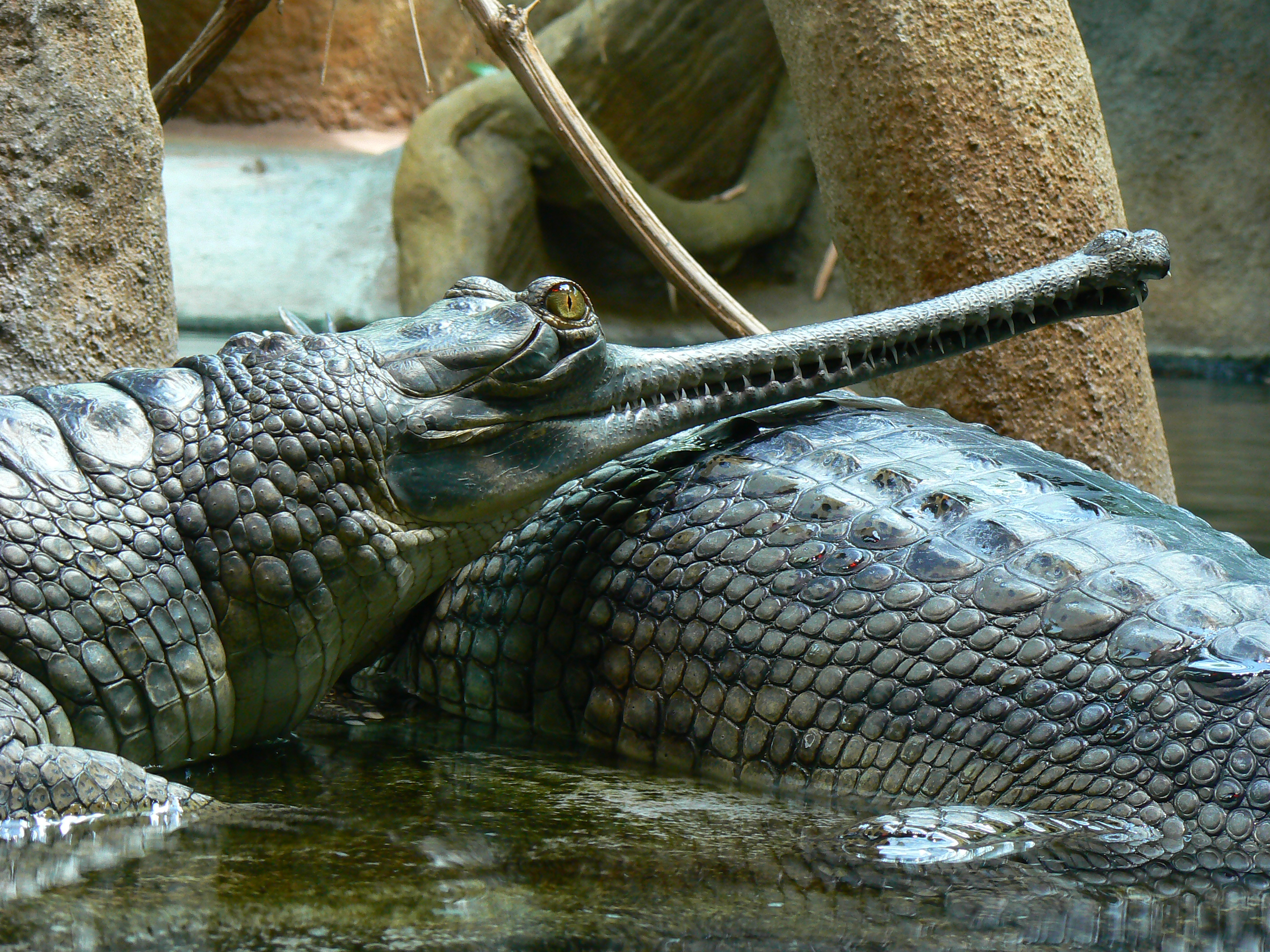
Dois gaviais no zoo de Praga

Gaviais são os mais aquáticos dos crocodilianos existentes, e os adultos aparentemente não têm a capacidade de andar em uma postura semi-ereta como outros crocodilianos. Os machos adultos desta espécie se destacam por apresentar um apêndice bulboso na ponta do focinho, parecido com um "pote", chamado de ghara. Embora a função do ghara não seja bem compreendida, ele é indicativo de dimorfismo sexual na espécie, e pode ser utilizado como um ressonador de som ou para a formação de bolhas ou outros comportamentos associados ao acasalamento.
A longevidade dos gaviais atinge em média de quarenta a sessenta anos, e sua maturidade sexual pode variar entre os sexos, normalmente três anos para as fêmeas e dez anos para os machos. O gavial é tipicamente residente da profundidade, mas dentro desses rios prefere áreas onde a corrente é reduzida. Locais de bancos de areia nas proximidades das margens são usados para a nidificação.
As fêmeas podem não atingir a maturidade sexual até que estejam com quase três metros de comprimento. A nidação é feita durante a estação seca em buracos escavados em bancos de areia. Diferentemente da maioria dos crocodilianos, que carregam seus filhotes pequenos na boca, o gavial parece não fazer isso por causa da morfologia incomum de suas mandíbulas. No entanto, o cuidado materno já foi observado. Gavial fêmea normalmente deixa trinta a cinquenta ovos, e os ovos são os maiores dos crocodilos, com 160g de peso.

### Locomoção
Muitos dos músculos que não são usados na expiração, são usados na locomoção ágil debaixo da água pelos gaviais, principalmente quando eles vão atacar alguma presa. Antes de dar a investida nos animais seu movimento é leve, e em conjunto com seu focinho muito estreito e longo, traz adaptação para um movimento que passe por despercebido por outros animais, como os peixes.
Em terra o gavial passa a maior parte do tempo imóvel. É mal adaptado para a locomoção terrestre quando adulto - a musculatura da perna não é adequada para levantar o corpo da terra, necessário para movimentação - por ser capaz na maioria das vezes de apenas de empurrar o corpo para frente arrastando-o sobre o chão ("barriga-deslizante"), embora possa andar com maior velocidade quando necessário. É, no entanto, muito ágil na água - a cauda é bem desenvolvida e achatada lateralmente, e as patas traseiras são adaptadas ao nado.

### Alimentação
Esse crocodiliano parece ser essencialmente piscívoro, mas os indivíduos muito grandes podem comer outras presas. Gaviais jovens comem insetos, larvas e pequenas rãs. Sua morfologia do focinho é ideal para predar peixes. Gaviais muitas vezes usam seu corpo para encurralar peixes contra as margens onde eles podem ser mais facilmente capturados. O gavial por norma não ataca humanos. Apesar de seu tamanho imenso, suas mandíbulas finas e frágeis tornam-no fisicamente incapaz de consumir um animal de grande porte, especialmente um ser humano. Os restos humanos encontrados no estômago de gaviais são explicados, provavelmente, pelo seu hábito de se alimentar de cadáveres. Foi também sugerido que os gaviais podem por vezes ingerir objetos duros com a função de gastrólitos.

### Reprodução

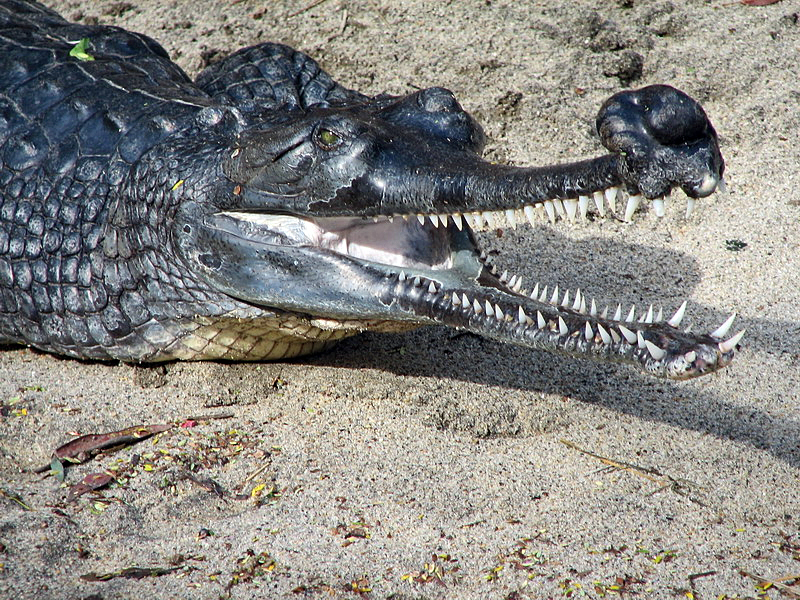
A protuberância presente no focinho dos gaviais machos

As fêmeas adultas, que atingem a maturidade e se tornam sexualmente receptivas em torno de dez anos de idade, são defendidas em áreas por indivíduo do sexo masculino. O Ghara é utilizado em momentos de namoro entre gaviais, comumente são vistas bolhas saindo de dentro dele.
A nidificação ocorre durante a estação seca, quando as fêmeas se arrastam sobre a terra seca para escavar buracos nos quais cerca de 40 grandes ovos são enterrados. Os ovos são incubados naturalmente no buraco do ninho, mas a fêmea permanece perto dele para protegê-lo de predadores, como porcos, chacais e lagartos. Após cerca de 70 dias, quando os filhotes estão prontos para sair, eles chamam de dentro dos ovos, alertando a mãe para escavar os ovos para fora do buraco do ninho.
Enquanto o gavial não apresenta o hábito de transportar filhotes em suas mandíbulas, os jovens permanecem com sua mãe por várias semanas a vários meses. O período de acasalamento ocorre durante dois meses, durante novembro, dezembro e em janeiro. A ida para os locais de areia ocorre em março, abril e maio (estação seca), onde os ninhos são escavados. Contudo, a protecção dos jovens ocorre em torno da área do assentamento por algum tempo após a eclosão.

### Vocalizações
De início, crocodilos não emitem sons estridentes, mas sim pequenos ruídos de baixa amplitude, e estes, nos gaviais, ocorrem principalmente na hora do nascer dos filhotes, e no período em que estão perto da mãe. Essas vocalizações são emitidas para sinalizar, para a mãe dos filhotes, que está no momento de cavar o buraco onde os ovos foram enterrados e que é necessário ela mostrar o caminho do rio para eles iniciarem sua vida aquática.

## Conservação
O gavial é classificado como em perigo crítico pela União Internacional para a Conservação da Natureza, pelo fato de ter havido uma redução do tamanho da população de mais que 80% nos últimos dez anos ou três gerações, e além disto, o declínio pode não ser reversível. Estimativas mais generalizadas mostram uma redução mais avassaladora da espécie. A população pode ter caído de 86 a 88% em um intervalo de dez anos.
Outro critério para enquadrar o gavial como em perigo crítico também pode ser o fato de o tamanho da população estar estimado em menos que 250 indivíduos maduros e numa contínua queda que pode seguir um ritmo de 25% de três em três anos. As estimativas do tamanho da população adulta indicam que houve um declínio de 436 gaviais adultos em 1997 para 188 em 2006. Isso representa uma queda de 58% em toda a sua gama durante um período de nove anos.

### Histórico da população
Os primeiros registros do gavial são essencialmente subjetivos e raramente quantitativos. Alguns estudos passados demonstravam certa abundância de gaviais em seu habitat. Eram comuns no rio Indo, no Paquistão, nos anos 1920. Diversos autores mencionavam  ver grandes grupos de gaviais juntos. Em 1885, era comum as pessoas contarem sessenta e quatro gaviais em duas horas, às margens do Rio Jamuna. Outros relatos confirmam que eram encontrados em todos os grandes rios do norte da Índia.

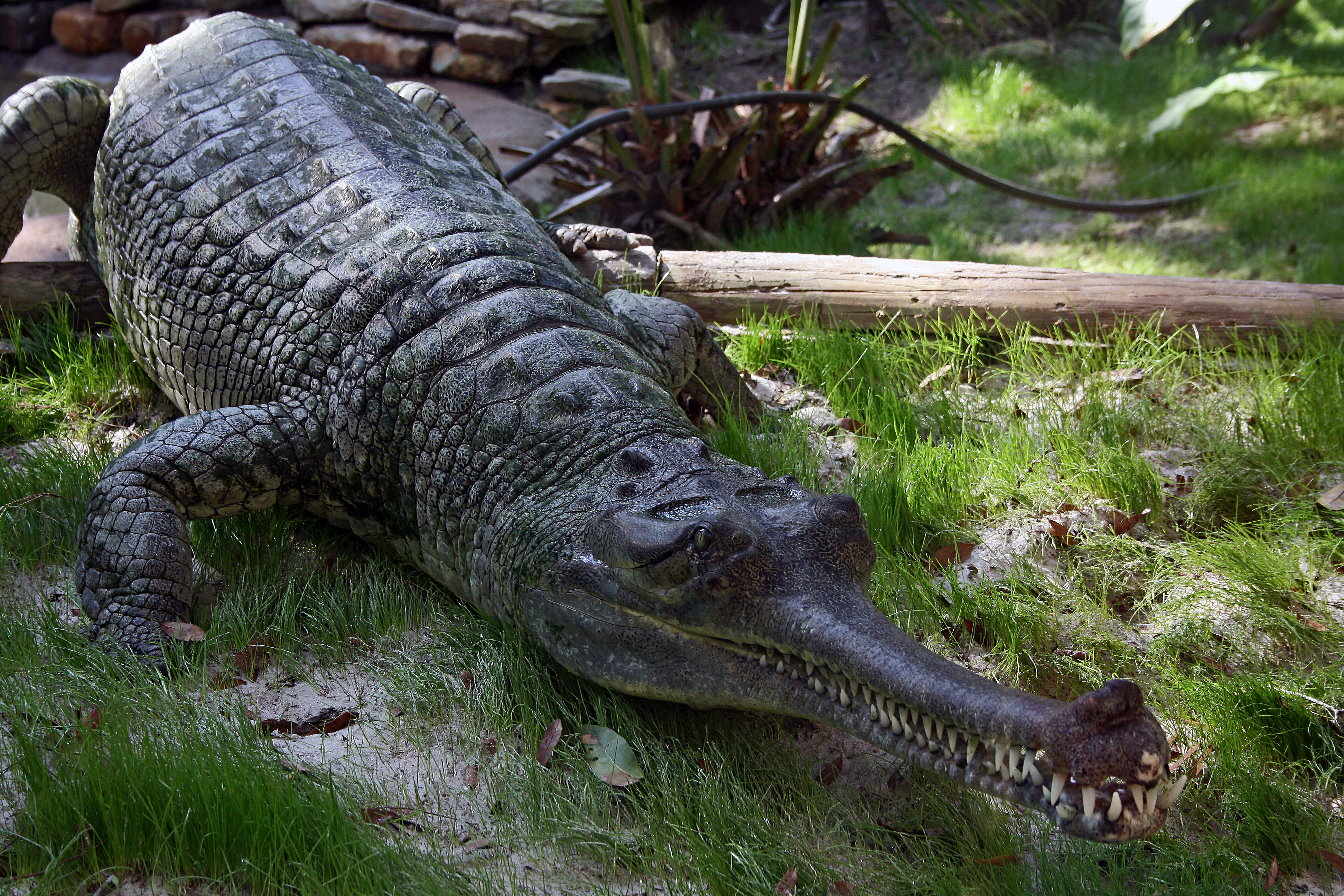
A população total estimada de gaviais selvagens no mundo está em perigo crítico.

Centenas de gaviais foram observados no rio Narayani, do Nepal, antes da construção da barragem Gandak. Em 1964 e no começo de 1950, cerca de 235 gaviais foram contados ao longo do Rio Narayani. Com uma estimativa de 11 000 quilômetros de rio com um habitat em uma área geográfica de mais de 20 000 quilômetros quadrados, o gavial tinha uma população inferida de cinco a dez mil nessa época. Em 1976, a população total estimada de gaviais selvagens no mundo havia diminuído para uma faixa de cinco a dez mil animais. Em 1984, houve a mais drástica queda da espécie: a população foi para apenas duzentos animais, uma queda de cerca de 96%. Em 2006, a população em idade madura de gaviais na Índia era de um valor semelhante, a menos de 200 e menos de 35 adultos para o Nepal. A espécie está praticamente extinta no Paquistão, Bangladesh e Butão. Em Mianmar, presume-se que esteja extinta desde 1940.
A diminuição drástica na população gavial ao longo dos últimos sessenta anos pode ser atribuída a uma variedade de causas, incluindo a caça excessiva pela sua pele e como troféu, a coleta de ovos para consumo, a matança para a medicina indígena, e matança por pescadores. Enquanto a caça não é mais considerada uma ameaça significativa, a construção de represas, barragens, canais de irrigação, assoreamento, mudanças no curso do rio, aterros artificiais, areia, mineração, agricultura de várzea, animais domésticos e selvagens, se combinaram para provocar uma extrema limitação ao intervalo da espécie devido a esta perda excessiva e irreversível de habitat ribeirinhos. Por exemplo, em 2001 inauguraram-se 276 projetos de irrigação na bacia do rio Chambal. Estas ameaças não cessaram, de fato aumentaram e continuam a comprometer a sobrevivência da espécie. O declínio de gaviais tem andado de mãos dadas com o declínio dos habitat ribeirinhos e de outros animais que compartilham os mesmos rios que eles, outra vez supostamente abundantes e agora ameaçados, incluindo o golfinho-do-ganges (Platanista gangetica) e a espécie Crocodylus palustris, bem como inúmeras aves aquáticas e espécies de peixes.

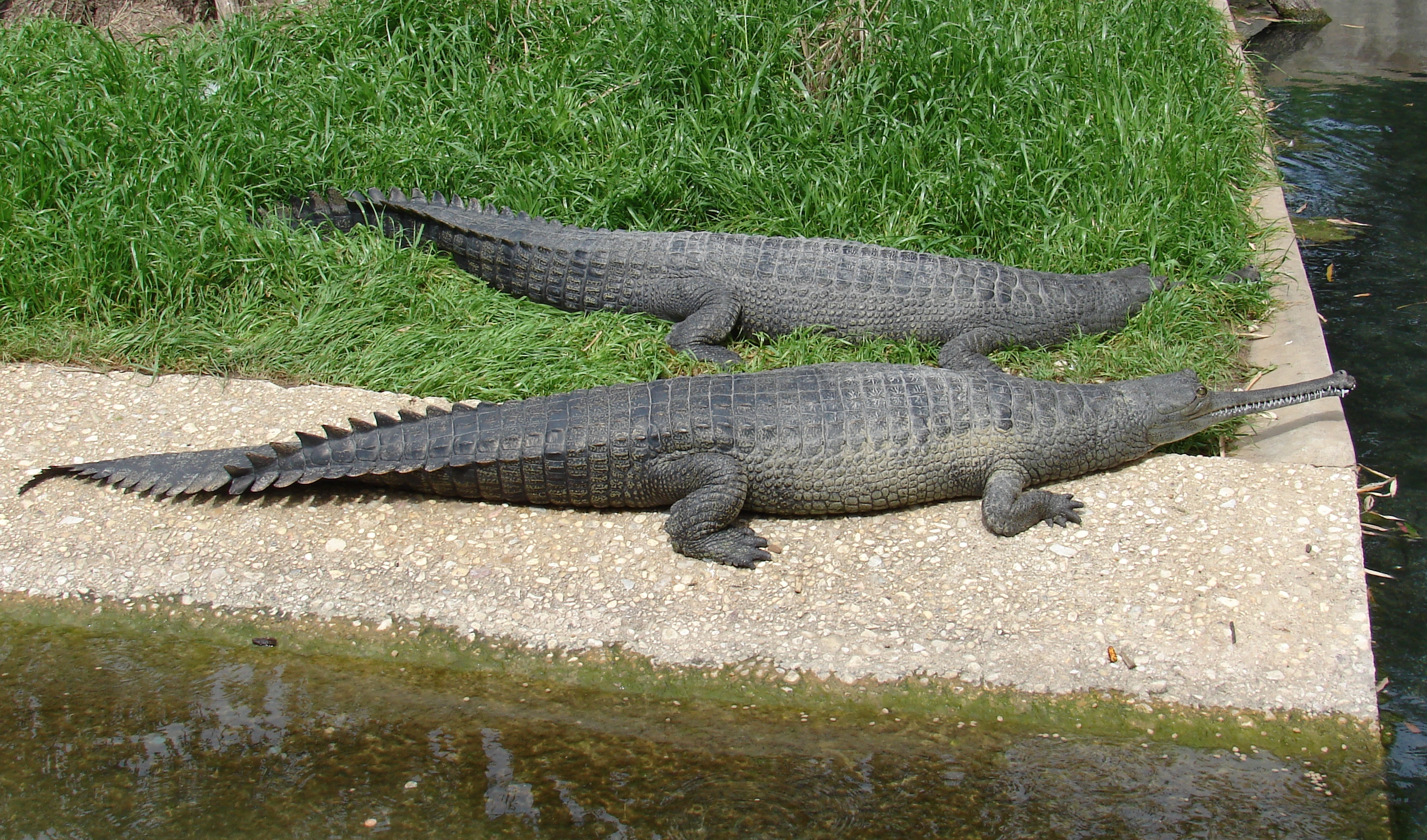
Gaviais no Zoológico de Santo Antônio

A população em idade madura é outra preocupação. Acredita-se que 14% de todos os gaviais existentes hoje não estão em fase adulta, ou seja, não estão sexualmente maduros ainda, representando um provável prejuízo para a população. Esses animais que não são considerados maduros, são principalmente machos, que necessitam de cinco anos a mais que as fêmeas para se tornarem reprodutores.
O rio Chambal detém, de longe, a maior subpopulação de gaviais, com 48% estimado da população total. O número total de ninhos encontrados no Santuário Chambal em 2006 foi de 68. Outra grande população de gaviais está na Índia no Katerniaghat Wildlife Sanctuary, onde vinte ninhos foram encontrados em 2006. A maioria dos gaviais encontrados são fêmeas, mas nem todas estão na fase de procriamento, mas mesmo assim existem mais fêmeas reprodutoras que outras jovens. Supondo relatos, é possível inferir que haveria um total de treze gaviais adultos na Índia. Considerando a escassez de machos maduros sobre o Chambal nas investigações de 2005 e 2006, é provável que existam poucos machos maduros nesse rio. Junto com um total de vinte fêmeas, seis gaviais maduros do sexo masculino foram contados por observadores em um local do rio Chambal em 2006. O número total estimado de gaviais maduros nas três subpopulações restantes da Índia, com base nos ninhos contados, aproxima-se de somente 107 indivíduos adultos.
Relata-se que alguns gaviais fazem cada vez menos ninhos a cada ano. Estimativas de frequência reprodutiva do sexo feminino retêm-se a uma média de 63%. Apesar de que gaviais fazem ninhos anualmente, algumas fêmeas podem ter migrado pelo rio abaixo, onde os machos são muito escassos. Tendo todas essas médias, as análises da população, e a porcentagem reprodutiva, estudos assinalaram que se todos cruzamentos fossem feitos entre a espécie e eles obtivessem sucesso, a população alcançaria um número de 220 indivíduos somente.
Há outras duas pequenas populações não reprodutoras de gaviais na Índia (rio Ken em Madhya Pradesh e rio Mahanadi em Orissa) e três no Nepal (Rios Kosi, Karnali e Babai), que foram criadas pela reintrodução de gaviais criados em cativeiro.
No Nepal, seis ninhos foram contados em 2006 e o total de gaviais maduros em todas as subpopulações nesse país é estimada em 35 animais. Com base nestas estimativas, o número de gaviais selvagens, maduros, em todos territórios em que a espécie existe (atualmente só na Índia e no Nepal) é de 182 em cerca de oito habitat fragmentados (mas novas pesquisas indicam que são 14% de gaviais maduros, diminuindo o número para 157 indivíduos totais). 1997 foi o ano de pico, com o maior número de gaviais maduros e ninhos registrados nos últimos trinta anos, 226 animais adultos e 81 ninhos foram registrados no rio Chambal. Não há dados de nidificação no Nepal existentes para este período, mas foi estimado 36 adultos presentes nesse ano. Com base nos dados disponíveis, o número de gaviais maduros foi realmente surpreendente em 1997: 436 adultos. Após esse ano houve uma queda drástica, restando somente 188 em 2006, mais de 50% de declínio populacional.
Em resumo, as principais causas de tais quedas drásticas que ocorrem nesta população podem ser descritas como:
- Alteração de habitat, que é o principal dilema. Em todo território atual do gavial, seus rios foram represados, desviados para a irrigação e outros fins, levando à secagem de rios.[nota 1][50]
- A pesca está aumentando e a utilização de redes acaba com o principal alimento do gavial. Este perigo é predominante em quase todo o habitat desses animais, mesmo em áreas protegidas.[50]
- Os povos ribeirinhos são alguns dos mais pobres na Índia e dependem quase exclusivamente dos recursos locais e de sua própria agricultura para sobreviver.[50] Durante os meses de seca, quando o rio está baixo, eles plantam abóbora, e o pastoreio de gado nos bancos de areia e nas bordas do rio tornou-se predominante ao longo do rio Chambal em particular. Estes são bancos de areia muito usados pelos gaviais para a reprodução.[nota 2]
- O tráfico também é outro problema. O ghara e a gordura dos gaviais são usados como medicamentos, principalmente no Nepal e, ocasionalmente, na Índia.[50][nota 3]
- Os ovos dos gaviais são procurados por pessoas de tribos perto do rio Girwa para alimentação, e informou-se que quase todos os ninhos haviam sido invadidos por seres humanos durante as épocas de nidificação de 2001 a 2005.[50][nota 4]

### Reintroduções e medidas de conservação
Programas de conservação do gavial têm sido realizados na Índia e no Nepal, com base no estabelecimento de áreas protegidas e repovoamento com animais nascidos em cativeiro.
De uma perspectiva, se poderia argumentar que mais de 5 000 gaviais jovens foram liberados em habitat amplamente inóspitos na Índia e Nepal e deixados à sua sorte. No Parque Nacional de Chitawan, no Nepal, onde cerca de trezentos gaviais foram lançados, havia dezesseis ninhos em 1977 e em 2006 havia somente seis. Assim, a reintrodução não funcionou tão bem naquele local. em grande parte graças a uma crescente e descontrolada pressão antrópica, incluindo o esgotamento dos recursos ambientais. Gaviais geralmente são criados por dois a três anos em média no cativeiro. Neste tempo, atingem cerca de um metro de comprimento, e já estão prontos para serem liberados no ambiente.[carece de fontes?]
No rio Girwa, onde 909 gaviais foram liberados - incluindo 112 em 2006 - havia quatro ninhos registrados em 1977 e vinte em 2006, para 16 fêmeas em estado de nidação. Isto não é aparentemente uma grande conquista para o dinheiro e o esforço despendidos, e vários pesquisadores têm sugerido que talvez a capacidade de carga de gaviais foi atingida naquele local. No terceiro, e mais importante habitat de reprodução de gaviais, o rio Chambal, onde foram libertados 3 552 Gaviais - mais 224 em 2006 - havia 12 ninhos registrados em 1978 e 68 em 2006. Enquanto o assentamento aumentou mais de 500%, as fêmeas reproduzem apenas cerca de 2% do total liberado. Um pequeno problema é o que tem sido apontado por certos pesquisadores: muitas vezes os jovens recém-nascidos são particularmente propensos a ser liberados a jusante, fora das áreas protegidas, aumentando a taxa de mortalidade dos animais introduzidos no habitat.
Os escassos fundos de conservação e de recursos humanos precisam ser focados em outras ações, como a avaliação rigorosa do habitat, a pesca, educar as pessoas sobre os esforços de conservação do rio, a fim de melhorar as chances de sobrevivência dos gaviais.

## Aspectos culturais
No jogo do PlayStation 2, Metal Gear Solid 3: Snake Eater, um dos mais notáveis animais que Snake (protagonista do jogo) pode consumir para a sua sobrevivência é o gavial. Ele reabastece quantidades significativas de resistência. Um boné com formato de uma cabeça de crocodilo também é um item obtido que pode ser usado para assustar os soldados inimigos de longe. Os gaviais no jogo geralmente não são muito perigosos em terra, mas causam danos menores golpeando o protagonista com sua cauda.
No jogo de cartas Magic: The Gathering, há uma carta com um crocodilo chamado de "gavial da escama cinza (grayscaled gharial)", e na expansão para esse jogo existe outra carta chamada "gavial-alga (algas gavial)".
Em Esperanto, o verbo gaviali significa "falar esperanto em uma situação em que outra língua seria mais adequada".
Na Índia, há uma fábula, O Gavial e o Macaco, que conta a história de um macaco que morava em um pé de maçãs e fica amigo de um gavial.